# Марийский институт языка, литературы и истории
Мари́йский нау́чно-иссле́довательский институ́т языка́, литерату́ры и исто́рии им. В. М. Васи́льева (МарНИИЯЛИ) (луговомар. Йылмым, сылнымутым да эртыкым шанчын шымлыше марий институт) — государственное гуманитарное научное учреждение при Правительстве Республики Марий Эл. Расположен в городе Йошкар-Ола.

## История
Создан в 1930 году как комплексный НИИ. Имел 3 отдела: экономики, природы, культуры и быта, которые делились на секции — статистики, сельского хозяйства, лесного хозяйства, промышленности и строительства, по изучению производительных сил, флоры и фауны, геологии, народного образования, здравоохранения, языка и литературы, истории и этнографии. В 1937 году реорганизован в МарНИИ социалистической культуры (МарНИИСК) с секциями языка, литературы, истории, искусства. С началом Великой Отечественной войны был временно закрыт. Возобновил деятельность в 1943 году. Награждён Орденом «Знак почёта» (1981). С 1983 года носит имя первого учёного из марийцев — В. М. Васильева.

## Структура
В составе института (2008) 7 отделов (языка, литературы, археологии, этнологии, истории, энциклопедических исследований, социологии), библиотека, Научный центр Финно-угроведения (НЦФУ) (с 1993 года), лаборатория реставрации и консервации археологических объектов, редакция журнала «Финно-угроведение».

## Директора
- Сави Владимир Алексеевич (1930—1936)
- Пайбердин Михаил Васильевич (1936—1937)
- Четкарёв Ксенофонт Архипович (1938—1941, 1945—1946, 1951—1956)
- Андреев Иван Филимонович (1943, 1954—1956)
- Петухов Андрей Георгиевич (1943—1945)
- Калашников Михаил Степанович (1946—1951)[1]
- Пенгитов Николай Тихонович (1956—1960)
- Галкин Иван Степанович (1960—1982)
- Сануков Ксенофонт Никанорович (1982—1986)
- Архипов Геннадий Андреевич (1989—1995)
- Казимов Александр Сергеевич (2000—2016)
- Кузьмин Евгений Петрович (март 2017—2022)[2]
- Григорьева Людмила Яковлевна (врио с июля 2022)[2]

## Адрес
г. Йошкар-Ола, улица Красноармейская, 44.